# ミングブラク油田
ミングブラク油田（ミングブラクゆでん、英: Mingbulak oilfield, Mingbuloq oilfield）はウズベキスタン・ナマンガン州のミングブラク地区にある油田である。ミングブラク油田はフェルガナ盆地の中にあり1983年に発見された。フェルガナ盆地の中にある油田の中では最大の油田であり、1987年には国内で採掘された原油の16％を占める原油が採掘されていた。当時、1948年に発見されそれまで国内最大採掘量を占めていたシャフリハン＝ホジャーバード油田を抜いてウズベキスタン国内最大採掘量の油田であった。しかし、1992年3月2日に大量の石油流出が起き、一日当たり3.5～15万バレル、全体で200万バレルの原油（API比重30.2）が流出した。原油が吹き出した後に火災が発生、さらに2ヶ月間に渡り原油流出を食い止めることができず採掘計画は中止された。
2009年6月26日、ウズベクネフテガスと中国石油天然気集団（CNPC）により再開発が行われることが決定した。CNPCは地質調査と原油採掘場開発に2.12億USドルを投資して2014年に試験採掘を行い、一日当たり4万バレルの原油を採掘する予定である。